# Alkmena
Alkmena (Ἀλκμήνη) – w mitologii greckiej – córka Elektryona, króla Myken i żona króla Teb, Amfitriona, matka herosa Heraklesa.
Imię jej oznacza „silna w gniewie”. Robert Graves uważa je za tytuł księżyca lub przydomek Hery.
Tarcza Heraklesa ukazuje Alkmenę jako najpiękniejszą z kobiet swych czasów. Żadna śmiertelniczka nie miała piękniejszej od niej twarzy ani postawy. Zachwycała ciemnoniebieskimi oczami. Również i rozumem żadna z nich nie mogłaby jej dorównać. Była też bardzo cnotliwa. Graves również pisze, że Alkmena przewyższała urodą, postawą, majestatem wszystkie inne kobiety swoich czasów, w związku z czym Zeus spłodził z nią syna Heraklesa, bohatera ratującego ludzi i bogów.

## Przodkowie
Alkmena pochodziła z rodu Perseusza. Ojcem jej był Elektryon, król Myken i syn Perseusza. Żoną jego i matką Alkmeny mogła być Pelopida Lysidike, niekiedy podaje się także Eurydykę z rodu Pelopsa, częściej jednak Anakso, córkę Alkajosa, władcy Tirynsu, i siostrę Amfitriona. Urodziła mu ona jedną córkę Alkmenę i synów w liczbie dziewięciu.
Drzewo genealogiczne jej rodu przedstawia się następująco:
| Zeus | Zeus | Zeus                                                                                          | Zeus                                                                                          | Zeus                                                                                          | Zeus                                                                                          |                                                                                               |                                                                                               |        |        |           |           | Io        | Io        | Io        | Io        | Io       | Io       |             |             |             |             |             |             |          |          |                   |                   |                   |                   |                   |                   |           |           |           |           |           |           |  |  |  |  |  |  |  |  |
| Zeus | Zeus | Zeus                                                                                          | Zeus                                                                                          | Zeus                                                                                          | Zeus                                                                                          |                                                                                               |                                                                                               |        |        |           |           | Io        | Io        | Io        | Io        | Io       | Io       |             |             |             |             |             |             |          |          |                   |                   |                   |                   |                   |                   |           |           |           |           |           |           |  |  |  |  |  |  |  |  |
|      |      |                                                                                               |                                                                                               |                                                                                               |                                                                                               |                                                                                               |                                                                                               |        |        |           |           |           |           |           |           |          |          |             |             |             |             |             |             |          |          |                   |                   |                   |                   |                   |                   |           |           |           |           |           |           |  |  |  |  |  |  |  |  |
|      |      |                                                                                               |                                                                                               |                                                                                               |                                                                                               | Epafos                                                                                        | Epafos                                                                                        | Epafos | Epafos | Epafos    | Epafos    |           |           |           |           |          |          | Memfis      | Memfis      | Memfis      | Memfis      | Memfis      | Memfis      |          |          |                   |                   |                   |                   |                   |                   |           |           |           |           |           |           |  |  |  |  |  |  |  |  |
|      |      |                                                                                               |                                                                                               |                                                                                               |                                                                                               | Epafos                                                                                        | Epafos                                                                                        | Epafos | Epafos | Epafos    | Epafos    |           |           |           |           |          |          | Memfis      | Memfis      | Memfis      | Memfis      | Memfis      | Memfis      |          |          |                   |                   |                   |                   |                   |                   |           |           |           |           |           |           |  |  |  |  |  |  |  |  |
|      |      |                                                                                               |                                                                                               |                                                                                               |                                                                                               |                                                                                               |                                                                                               |        |        |           |           |           |           |           |           |          |          |             |             |             |             |             |             |          |          |                   |                   |                   |                   |                   |                   |           |           |           |           |           |           |  |  |  |  |  |  |  |  |
|      |      |                                                                                               |                                                                                               |                                                                                               |                                                                                               |                                                                                               |                                                                                               |        |        |           |           | Libia     | Libia     | Libia     | Libia     | Libia    | Libia    |             |             |             |             |             |             | Posejdon | Posejdon | Posejdon          | Posejdon          | Posejdon          | Posejdon          |                   |                   |           |           |           |           |           |           |  |  |  |  |  |  |  |  |
|      |      |                                                                                               |                                                                                               |                                                                                               |                                                                                               |                                                                                               |                                                                                               |        |        |           |           | Libia     | Libia     | Libia     | Libia     | Libia    | Libia    |             |             |             |             |             |             | Posejdon | Posejdon | Posejdon          | Posejdon          | Posejdon          | Posejdon          |                   |                   |           |           |           |           |           |           |  |  |  |  |  |  |  |  |
|      |      |                                                                                               |                                                                                               |                                                                                               |                                                                                               |                                                                                               |                                                                                               |        |        |           |           |           |           |           |           |          |          |             |             |             |             |             |             |          |          |                   |                   |                   |                   |                   |                   |           |           |           |           |           |           |  |  |  |  |  |  |  |  |
|      |      |                                                                                               |                                                                                               |                                                                                               |                                                                                               |                                                                                               |                                                                                               |        |        |           |           |           |           |           |           |          |          | Belos       | Belos       | Belos       | Belos       | Belos       | Belos       |          |          |                   |                   |                   |                   | Anchinoe          | Anchinoe          | Anchinoe  | Anchinoe  | Anchinoe  | Anchinoe  |           |           |  |  |  |  |  |  |  |  |
|      |      |                                                                                               |                                                                                               |                                                                                               |                                                                                               |                                                                                               |                                                                                               |        |        |           |           |           |           |           |           |          |          | Belos       | Belos       | Belos       | Belos       | Belos       | Belos       |          |          |                   |                   |                   |                   | Anchinoe          | Anchinoe          | Anchinoe  | Anchinoe  | Anchinoe  | Anchinoe  |           |           |  |  |  |  |  |  |  |  |
|      |      |                                                                                               |                                                                                               |                                                                                               |                                                                                               |                                                                                               |                                                                                               |        |        |           |           |           |           |           |           |          |          |             |             |             |             |             |             |          |          |                   |                   |                   |                   |                   |                   |           |           |           |           |           |           |  |  |  |  |  |  |  |  |
|      |      |                                                                                               |                                                                                               |                                                                                               |                                                                                               |                                                                                               |                                                                                               |        |        |           |           |           |           |           |           |          |          |             |             |             |             |             |             |          |          |                   |                   |                   |                   |                   |                   |           |           |           |           |           |           |  |  |  |  |  |  |  |  |
|      |      |                                                                                               |                                                                                               |                                                                                               |                                                                                               |                                                                                               |                                                                                               |        |        |           |           |           |           |           |           |          |          | Danaos      | Danaos      | Danaos      | Danaos      | Danaos      | Danaos      |          |          |                   |                   |                   |                   | Ajgyptos          | Ajgyptos          | Ajgyptos  | Ajgyptos  | Ajgyptos  | Ajgyptos  |           |           |  |  |  |  |  |  |  |  |
|      |      |                                                                                               |                                                                                               |                                                                                               |                                                                                               |                                                                                               |                                                                                               |        |        |           |           |           |           |           |           |          |          | Danaos      | Danaos      | Danaos      | Danaos      | Danaos      | Danaos      |          |          |                   |                   |                   |                   | Ajgyptos          | Ajgyptos          | Ajgyptos  | Ajgyptos  | Ajgyptos  | Ajgyptos  |           |           |  |  |  |  |  |  |  |  |
|      |      |                                                                                               |                                                                                               |                                                                                               |                                                                                               |                                                                                               |                                                                                               |        |        |           |           |           |           |           |           |          |          | Hypermestra | Hypermestra | Hypermestra | Hypermestra | Hypermestra | Hypermestra |          |          |                   |                   |                   |                   | Lynkeus           | Lynkeus           | Lynkeus   | Lynkeus   | Lynkeus   | Lynkeus   |           |           |  |  |  |  |  |  |  |  |
|      |      |                                                                                               |                                                                                               |                                                                                               |                                                                                               |                                                                                               |                                                                                               |        |        |           |           |           |           |           |           |          |          | Hypermestra | Hypermestra | Hypermestra | Hypermestra | Hypermestra | Hypermestra |          |          |                   |                   |                   |                   | Lynkeus           | Lynkeus           | Lynkeus   | Lynkeus   | Lynkeus   | Lynkeus   |           |           |  |  |  |  |  |  |  |  |
|      |      |                                                                                               |                                                                                               |                                                                                               |                                                                                               |                                                                                               |                                                                                               |        |        |           |           |           |           |           |           |          |          |             |             |             |             |             |             |          |          |                   |                   |                   |                   |                   |                   |           |           |           |           |           |           |  |  |  |  |  |  |  |  |
|      |      |                                                                                               |                                                                                               |                                                                                               |                                                                                               |                                                                                               |                                                                                               |        |        |           |           | Aglaja    | Aglaja    | Aglaja    | Aglaja    | Aglaja   | Aglaja   |             |             |             |             |             |             | Abas     | Abas     | Abas              | Abas              | Abas              | Abas              |                   |                   |           |           |           |           |           |           |  |  |  |  |  |  |  |  |
|      |      |                                                                                               |                                                                                               |                                                                                               |                                                                                               |                                                                                               |                                                                                               |        |        |           |           | Aglaja    | Aglaja    | Aglaja    | Aglaja    | Aglaja   | Aglaja   |             |             |             |             |             |             | Abas     | Abas     | Abas              | Abas              | Abas              | Abas              |                   |                   |           |           |           |           |           |           |  |  |  |  |  |  |  |  |
|      |      |                                                                                               |                                                                                               |                                                                                               |                                                                                               |                                                                                               |                                                                                               |        |        |           |           |           |           |           |           |          |          |             |             |             |             |             |             |          |          |                   |                   |                   |                   |                   |                   |           |           |           |           |           |           |  |  |  |  |  |  |  |  |
|      |      |                                                                                               |                                                                                               |                                                                                               |                                                                                               |                                                                                               |                                                                                               |        |        |           |           |           |           |           |           |          |          |             |             |             |             |             |             |          |          |                   |                   |                   |                   |                   |                   |           |           |           |           |           |           |  |  |  |  |  |  |  |  |
|      |      | Eurydyka                                                                                      | Eurydyka                                                                                      | Eurydyka                                                                                      | Eurydyka                                                                                      | Eurydyka                                                                                      | Eurydyka                                                                                      |        |        |           |           |           |           | Akrizjos  | Akrizjos  | Akrizjos | Akrizjos | Akrizjos    | Akrizjos    |             |             | Projtos     | Projtos     | Projtos  | Projtos  | Projtos           | Projtos           |                   |                   |                   |                   |           |           |           |           |           |           |  |  |  |  |  |  |  |  |
|      |      | Eurydyka                                                                                      | Eurydyka                                                                                      | Eurydyka                                                                                      | Eurydyka                                                                                      | Eurydyka                                                                                      | Eurydyka                                                                                      |        |        |           |           |           |           | Akrizjos  | Akrizjos  | Akrizjos | Akrizjos | Akrizjos    | Akrizjos    |             |             | Projtos     | Projtos     | Projtos  | Projtos  | Projtos           | Projtos           |                   |                   |                   |                   |           |           |           |           |           |           |  |  |  |  |  |  |  |  |
|      |      |                                                                                               |                                                                                               |                                                                                               |                                                                                               |                                                                                               |                                                                                               |        |        |           |           |           |           |           |           |          |          |             |             |             |             |             |             |          |          |                   |                   |                   |                   |                   |                   |           |           |           |           |           |           |  |  |  |  |  |  |  |  |
|      |      |                                                                                               |                                                                                               |                                                                                               |                                                                                               |                                                                                               |                                                                                               | Danae  |        |           |           |           |           |           |           |          |          |             |             |             |             |             |             |          |          |                   |                   |                   |                   |                   |                   |           |           |           |           |           |           |  |  |  |  |  |  |  |  |
|      |      |                                                                                               |                                                                                               |                                                                                               |                                                                                               |                                                                                               |                                                                                               |        |        |           |           |           |           |           |           |          |          |             |             |             |             |             |             |          |          |                   |                   |                   |                   |                   |                   |           |           |           |           |           |           |  |  |  |  |  |  |  |  |
|      |      |                                                                                               |                                                                                               |                                                                                               |                                                                                               |                                                                                               |                                                                                               |        |        |           |           |           |           |           |           |          |          |             |             |             |             |             |             |          |          |                   |                   |                   |                   |                   |                   |           |           |           |           |           |           |  |  |  |  |  |  |  |  |
|      |      | Perseus                                                                                       | Perseus                                                                                       | Perseus                                                                                       | Perseus                                                                                       | Perseus                                                                                       | Perseus                                                                                       |        |        |           |           |           |           |           |           |          |          |             |             |             |             |             |             |          |          |                   |                   |                   |                   |                   |                   | Andromeda | Andromeda | Andromeda | Andromeda | Andromeda | Andromeda |  |  |  |  |  |  |  |  |
|      |      | Perseus                                                                                       | Perseus                                                                                       | Perseus                                                                                       | Perseus                                                                                       | Perseus                                                                                       | Perseus                                                                                       |        |        |           |           |           |           |           |           |          |          |             |             |             |             |             |             |          |          |                   |                   |                   |                   |                   |                   | Andromeda | Andromeda | Andromeda | Andromeda | Andromeda | Andromeda |  |  |  |  |  |  |  |  |
|      |      |                                                                                               |                                                                                               |                                                                                               |                                                                                               |                                                                                               |                                                                                               |        |        |           |           |           |           |           |           |          |          |             |             |             |             |             |             |          |          |                   |                   |                   |                   |                   |                   |           |           |           |           |           |           |  |  |  |  |  |  |  |  |
|      |      |                                                                                               |                                                                                               |                                                                                               |                                                                                               |                                                                                               |                                                                                               |        |        |           |           |           |           |           |           |          |          |             |             |             |             |             |             |          |          |                   |                   |                   |                   |                   |                   |           |           |           |           |           |           |  |  |  |  |  |  |  |  |
|      |      | Anakso                                                                                        | Anakso                                                                                        | Anakso                                                                                        | Anakso                                                                                        | Anakso                                                                                        | Anakso                                                                                        |        |        | Elektryon | Elektryon | Elektryon | Elektryon | Elektryon | Elektryon |          |          | Alkajos     | Alkajos     | Alkajos     | Alkajos     | Alkajos     | Alkajos     |          |          | Stenelos          | Stenelos          | Stenelos          | Stenelos          | Stenelos          | Stenelos          |           |           |           |           |           |           |  |  |  |  |  |  |  |  |
|      |      | Anakso                                                                                        | Anakso                                                                                        | Anakso                                                                                        | Anakso                                                                                        | Anakso                                                                                        | Anakso                                                                                        |        |        | Elektryon | Elektryon | Elektryon | Elektryon | Elektryon | Elektryon |          |          | Alkajos     | Alkajos     | Alkajos     | Alkajos     | Alkajos     | Alkajos     |          |          | Stenelos          | Stenelos          | Stenelos          | Stenelos          | Stenelos          | Stenelos          |           |           |           |           |           |           |  |  |  |  |  |  |  |  |
|      |      |                                                                                               |                                                                                               |                                                                                               |                                                                                               |                                                                                               |                                                                                               |        |        |           |           |           |           |           |           |          |          |             |             |             |             |             |             |          |          |                   |                   |                   |                   |                   |                   |           |           |           |           |           |           |  |  |  |  |  |  |  |  |
|      |      |                                                                                               |                                                                                               |                                                                                               |                                                                                               |                                                                                               |                                                                                               |        |        |           |           |           |           |           |           |          |          |             |             |             |             |             |             |          |          |                   |                   |                   |                   |                   |                   |           |           |           |           |           |           |  |  |  |  |  |  |  |  |
|      |      | Stratobates Gorgofonos Fylonomos Kelajnos Amfimachos Lysinomos Chejrimachos Anaktos Archelaos | Stratobates Gorgofonos Fylonomos Kelajnos Amfimachos Lysinomos Chejrimachos Anaktos Archelaos | Stratobates Gorgofonos Fylonomos Kelajnos Amfimachos Lysinomos Chejrimachos Anaktos Archelaos | Stratobates Gorgofonos Fylonomos Kelajnos Amfimachos Lysinomos Chejrimachos Anaktos Archelaos | Stratobates Gorgofonos Fylonomos Kelajnos Amfimachos Lysinomos Chejrimachos Anaktos Archelaos | Stratobates Gorgofonos Fylonomos Kelajnos Amfimachos Lysinomos Chejrimachos Anaktos Archelaos |        |        | Alkmena   | Alkmena   | Alkmena   | Alkmena   | Alkmena   | Alkmena   |          |          | Amfitrion   | Amfitrion   | Amfitrion   | Amfitrion   | Amfitrion   | Amfitrion   |          |          | Eurysteusz i inni | Eurysteusz i inni | Eurysteusz i inni | Eurysteusz i inni | Eurysteusz i inni | Eurysteusz i inni |           |           |           |           |           |           |  |  |  |  |  |  |  |  |
|      |      | Stratobates Gorgofonos Fylonomos Kelajnos Amfimachos Lysinomos Chejrimachos Anaktos Archelaos | Stratobates Gorgofonos Fylonomos Kelajnos Amfimachos Lysinomos Chejrimachos Anaktos Archelaos | Stratobates Gorgofonos Fylonomos Kelajnos Amfimachos Lysinomos Chejrimachos Anaktos Archelaos | Stratobates Gorgofonos Fylonomos Kelajnos Amfimachos Lysinomos Chejrimachos Anaktos Archelaos | Stratobates Gorgofonos Fylonomos Kelajnos Amfimachos Lysinomos Chejrimachos Anaktos Archelaos | Stratobates Gorgofonos Fylonomos Kelajnos Amfimachos Lysinomos Chejrimachos Anaktos Archelaos |        |        | Alkmena   | Alkmena   | Alkmena   | Alkmena   | Alkmena   | Alkmena   |          |          | Amfitrion   | Amfitrion   | Amfitrion   | Amfitrion   | Amfitrion   | Amfitrion   |          |          | Eurysteusz i inni | Eurysteusz i inni | Eurysteusz i inni | Eurysteusz i inni | Eurysteusz i inni | Eurysteusz i inni |           |           |           |           |           |           |  |  |  |  |  |  |  |  |

## Panieństwo
Ojciec Alkmeny – Elektryon – wdał się w konflikt z synami Pterelaosa, którzy najechali jego siedzibę, zabijając większość jego dzieci. Jedynie Alkmenę i jej przyrodniego brata Likymniosa pozostawili przy życiu. Zagarnęli też stada bydła Elektryona. Zwierzęta odzyskał zakochany w Alkmenie Amfitrion, syn króla Tyrynsu i brata Elektryona, Alkajosa. W nagrodę władca Myken obiecał mu rękę swej córki i powierzył władzę nad Mykenami na czas swego wyjazdu na wojnę. Amfitrion zgodził się i obiecał nie tykać kobiety aż do powrotu jej ojca, ale strzec jej dziewictwa, o czym opowiada Apollodoros. Nieszczęśliwym jednak wypadkiem Elektryon zmarł za sprawą Amfitriona. Wspomniany ateński historyk podaje, że Amfitrion próbował ratować Elektryona przed rozwścieczoną krową, co niestety odniosło przeciwny skutek. Wedle Gravesa Amfitrion najpierw został regentem Myken, potem odkupił skradzione bydło Elektryona, po czym wszedł z nim w konflikt, domagając się zwrotu poniesionych kosztów. Króla zabił jednak nieumyślnie, pomimo czego Stenelos wygnał go. Tarcza Heraklesa zarzuca zaś Amfitrinowi zabójstwo w gniewie.
Amfitrion po pozbawieniu życia Elektryona zmuszony był uciec do Teb. Zabrał ze sobą swą narzeczoną. Towarzyszył im także Likymnios. Tebański władca Kreon oczyścił go z winy za zabójstwo. Alkmena zgodziła się co prawda zostać jego żoną, postawiła jednak warunek: Amfitrion ma pomścić jej braci, których zabili synowie Pterelaosa. Wymagało tego też prawo. Tak więc Amfitrion poślubił Alkmenę, ale ze współżyciem małżeńskim musiał poczekać, aż wypełni swoje obowiązki względem rodziny żony.

## Matka Heraklesa
Związany zobowiązaniem Amfitrion pojechał na wyprawę wojenną przeciw Telebojczykom. Zeus postanowił to wykorzystać. Z jednej strony Alkmena była piękną kobietą, niezwykle wręcz urodziwą, z drugiej Zeus swego czynu dokonać miał w celu spłodzenia wielkiego herosa, który uratuje Olimp i będzie bronił rasy ludzkiej. Na przeszkodzie realizacji tego celu stała cnotliwość Alkmeny. Pod nieobecność swego wnuka przyjął jego postać i tak też poszedł do Alkmeny. Ponadto podarował kobiecie sztukę złota ze skarbca Pterelaosa i nakreślił przebieg wojny prowadzonej przez męża uwodzonej kobiety, tak, jakby sam nim był. Nie ograniczył się do tego, ale także, zakazując słońcu wstawać, wydłużył trzykrotnie noc, podczas której wraz z Alkmeną dał początek dziecku. Alkmena uchodzi za ostatnią śmiertelną kobietę, która stała się kochanką Zeusa.
Amfitrion jeszcze tej samej nocy bądź następnego dnia wrócił z wojny, na której odniósł zwycięstwo. Bardzo śpieszył się w drodze powrotnej do żony, nie zatrzymując się dla nikogo. Oczekiwał radosnego powitania przez małżonkę. Zaczął opowiadać jej swoje wojenne przygody, ale ze zdziwieniem usłyszał, że jego żona już o nich słyszała. Amfitrion zdążył jeszcze spłodzić z ciężarną już Alkmeną własnego syna, ale w końcu doszła do niego informacja o uczynku żony, która nieświadomie zdradziła go, o czym władcę poinformował wieszczek Tejrezjasz. Władca zapłonął gniewem, chciał nawet spalić Alkmenę na stosie. Uratowała ją interwencja Zeusa, który zesłał z nieba ulewny deszcz, który ugasił rozpalone już płomienie. Widząc dowód boskiej interwencji, Amfitrion wybaczył Alkmenie. Zgodził się też zostać ziemskim ojcem dziecka.

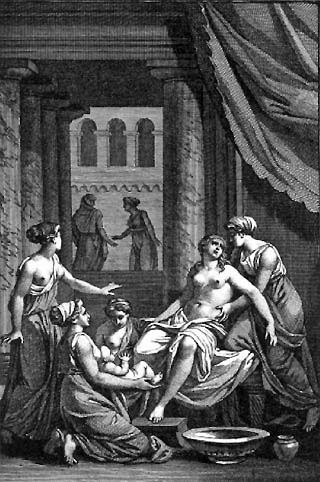
Narodziny Heraklesa wedle Jeana Jacques’a François Le Barbiera

Zeus cieszył się z poczęcia potomka. Niedługo przed spodziewanym terminem porodu nieostrożnie obiecał pierwszemu chłopcu z rodu Perseusza, który przyjdzie na świat (różne wersje mitu mówią o wnuku Perseusza bądź o potomku, który urodzi się następnej nocy) władzę nad Argos, Mykenami, władzę królewską, olbrzymią władzę nad ludźmi. Wersję mówiącą o Argos podaje Homer, Apollodoros jest zaś za Mykenami. Hera czuła jednak w stosunku do kochanki swego męża zazdrość. Pełniąc również funkcję bogini porodów, interweniowała sama bądź też poprosiła o pomoc Ejlejtyję, boginię porodów, swą córkę i wierną sługę. Mogły w tym również uczestniczyć Mojry. Pauzaniasz pisze wręcz o czarownicach. Bóstwa te przybyły na miejsce porodu i ulokowały się u progu. Skrzyżowały swe kończyny górne i dolne i w ten sposób za sprawą swej magii i zaklęć przez 7-9 dni nie pozwalały dziecku wydostać się na świat. Trwałoby to jeszcze dłużej, gdyby nie pomoc Galintias bądź Historis (wedle Pauzaniasza), przyjaciółki rodzącej, która wraz z innymi służącymi zauważyła, co się dzieje. Bojąc się, że córka Elektryona nie wytrzyma z bólu, uciekła się do podstępu. Podbiegła do bogiń i oświadczyła im, że z rozkazu Zeusa Alkmena już urodziła. Nieśmiertelne uległy przerażeniu, dostrzegając w tym pogwałcenie ich władzy. W emocjach wstały, zmieniając tym samym pozycję blokującą poród. Dzięki temu Alkmena wydała na świat syna. Boginie zemściły się jednak na oszustce, czyniąc z niej łasicę. Tak czy inaczej gniew Hery przedłużył ciążę Alkmeny do dziesięciu miesięcy, przyśpieszając zaś poród innego dziecka z rodu Perseidów, Eurysteusza, syna Stenelosa i Nikippe. Przez to Eurysteusz urodził się przed Heraklesem. W ten sposób syn Alkmeny stracił tron.
Alkmena urodziła dziecko. Nadano mu imię Alkajosa bądź Alkidesa, od ojca Amfitriona. Później stało się ono znane pod innym imieniem, Heraklesa, uznawanego za najsławniejszego z herosów mitologii greckiej. Drugim jej synem był Ifikles, brat bliźniak Heraklesa, syn Amfitriona, urodzony na jeden dzień przed Heraklesem (wedle innych źródeł później od niego). Następnie ojciec Heraklesa Zeus wziął syna ze sobą do nieba, denerwując swą żonę Herę, po czym zwrócił matce bądź też zrobiła to Atena. Osiem, dziewięć lub dziesięć miesięcy później niemowlę po raz pierwszy zaprezentowało swe niezwykłe zdolności. Alkmena wykąpała swych chłopców i złożyła ich razem do snu w tarczy ze spiżu, którą wykorzystywała w charakterze kołyski. Pozostawiła następnie swe dzieci. W nocy dał się słyszeć krzyk i pojawiła się jasność. Okazało się, że Hera wysłała dwa węże, by zabić syna swego męża. Jednak przybyła na miejsce wraz ze służbą matka mogła już tylko patrzeć, jak młodziutki Herakles zabija węże, po czym z radością prezentuje pokonane gady rodzicom. Istnieje wersja mitu, w której węże wrzucił do pokoju Amfitrion, chcąc przekonać się, który z chłopców jest jego synem, a który ma boskie pochodzenie. Prócz bliźniąt Alkmena miała jeszcze z Amfitrionem córkę Laonome, wydaną za Argonautę Eufemosa bądź Polyfema.
Robert Graves zwraca uwagę na motyw bliźniąt pochodzących od dwóch ojców – boskiego i ludzkiego. Widzi więc w Heraklesie rodzonego przez śmiertelną kobietę świętego króla. Graves pisze, jakoby Zeus wydał przez Hermesa nakaz wygaszenia ogni słońca, co miał zrobić wybitnie niezadowolony z tego pomysłu Helios, oraz wyprzęgnięcia jego zaprzęgu, co miały z kolei zrobić Godziny, Księżycowi zaś rozkazał zwolnić swój ruch po niebie. Potrzebował bowiem na spłodzenie wielkiego herosa odpowiednio dużo czasu. Hypnos miał zapewnić, że ludzie nic nie zauważą. Władca Olimpu ofiarował Alkmenie puchar ze złota należący do Telebosa, a przedtem do Posejdona. Sam nadał dziecku imię Herakles, przechwalając się potomkiem jeszcze przed jego narodzinami, a jego żona wymogła na nim wtedy obietnicę dziedzictwa dla Pelopidy urodzonego jeszcze tego samego dnia. Sama też udała się do Teb, gdzie – krzyżując nogi, splatając palce i wiążąc węzły w szacie – uniemożliwiała poród córce Elektryona. Ejlejtyja nie brała w tym udziału, natomiast poczynania Hery ukryła przed Zeusem jego córka Ate, którą za karę ojciec chwycił za włosy i zrzucił na ziemię, zakazując jej powrotu na Olimp. Herakles urodził się przez to godzinę za późno, przed, jednocześnie lub po Ifiklesie. Zeus rozjaśnił wtedy izbę, Hera zaś ukarała Galintias (bądź Galen), przemieniając ją w łasicę i sprawiając, że zawsze już rodziła swe potomstwo przez usta. Graves podaje też wersję, zgodnie z którą osoba ta trudniła się nierządem. Amfitrion obawiał się więcej spać z żoną. Zeus natomiast pojął, że nigdy nie spłodzi już z kobietą potężniejszego od Heraklesa syna, wobec czego nigdy więcej już nie zdradził swej żony ze śmiertelną kobietą. Graves podaje również historię porzucenia dziecka przez Alkmenę pod murami Teb, gdzie znalazła je Atena i przekazała Herze, a także radzenia się przez Alkmenę Tejrezjasza po pokonania przez Heraklesa węży. Wieszczek przepowiedział niemowlęciu chwałę. Za jego radą Alkmena spaliła węże na ognisku z kolczastych krzewów, popioły zaś rozsypano na skale Sfinksa.

## Po śmierci męża
Alkmena przeżyła swego męża Amfitriona, poległego w walce przeciw Minyom. Po jego odejściu towarzyszyła swym synom Ifiklesowi i Heraklesowi, między innymi wtedy, gdy heros już po odbyciu kary w postaci swych słynnych prac podjął starania w celu odzyskania Tirynsu, czemu sprzeciwił się Eurysteusz. Przeżyła również oboje swych dzieci. Po zgonie Heraklesa nienawiść, którą jej syna darzył Eurysteusz, dosięgła także i ją. W czasie śmierci syna mieszkała w Tirynsie wraz z niektórymi swymi wnukami. Później przebywała w Koryncie, skąd wypędził ją władca Myken. Schroniła się przed nim w Atenach. Władca Myken zażądał wydania rodziny Heraklesa. Ateńczycy odmówili. Wybuchła wojna, zwycięska dla Aten, w efekcie której Eurysteusz pożegnał się z życiem. Po jego śmierci odcięto mu głowę i dostarczono ją córce Elektryona, która wydłubała mu oczy wrzecionem. W końcu wróciła na starość do Teb, gdzie mieszkała wraz z Heraklidami i gdzie osiągnęła bardzo zaawansowany wiek.
Jej drugim małżonkiem został Radamantys, syn Zeusa i Europy. Wedle jednej z wersji mitu ślub ich odbył się w Beocji, po czym mieszkali razem w Okalei. Wedle innej wersji mitu poślubiła go dopiero po śmierci, po której jej kochanek Zeus przeniósł ją na Wyspy Szczęśliwych (lub wysłał w tym celu Hermesa), gdzie jej nowy mąż pełnił funkcję jednego z sędziów podziemnego świata. Inna wersja opowiada o jej przeniesieniu na Olimp, aby odebrała część boskiej chwały swego syna. Odyseusz spotkał ją pośród heroin przybyłych do niego u progu zaświatów. Pauzaniasz pisze natomiast, że nie ma ona grobu, albowiem po śmierci zamieniona została w kamień.
Graves tłumaczy, że z rozkazu swego ojca Hermes wykradł jej ciało z trumny podczas pogrzebu, zastępując je kamieniem, po czym Alkmena, ożywiona i odmłodzona, rozpoczęła nowe życie jako żona Radamantysa. Heraklidzi rozpoznali jednak podstęp, gdyż trumna wydała im się zbyt ciężka. Kamień ulokowali w świętym gaju nieopodal Teb, gdzie zaczęto oddawać Alkmenie cześć bogini. Graves słyszał ponadto o wspólnym grobie Alkmeny i Radamantysa w Haliartos oraz o grobie Alkmeny w Megarze przy drodze łączącej Argos i Teby, gdzie została ona pochowana za radą wyroczni delfickiej.
Grób Alkmeny w Haliartos już w starożytności odkopano. Nie znaleziono w nim szczątków, ale bransoletę wykonaną z brązu, tabliczkę z tego samego stopu pokrytą nieznanym pismem oraz dwa dzbany.

## Potomkowie
Syn Alkmeny, Herakles, doczekał się licznego potomstwa. Miał on sześćdziesięciu synów, Heraklidów. Jego ród opanował Peloponez, a ich najazd wiąże się z wydarzeniem historycznym, jakim było przybycie Dorów. Ifikles z kolei ożenił się z Automeduzą, która urodziła mu syna Jolaosa.
| Zeus | Zeus | Zeus | Zeus | Zeus | Zeus |          |          |          |          |          |          | Alkmena | Alkmena | Alkmena | Alkmena | Alkmena | Alkmena |                 |                 |                 |                 |                 |                 | Amfitrion | Amfitrion | Amfitrion | Amfitrion | Amfitrion | Amfitrion |
| Zeus | Zeus | Zeus | Zeus | Zeus | Zeus |          |          |          |          |          |          | Alkmena | Alkmena | Alkmena | Alkmena | Alkmena | Alkmena |                 |                 |                 |                 |                 |                 | Amfitrion | Amfitrion | Amfitrion | Amfitrion | Amfitrion | Amfitrion |
|      |      |      |      |      |      |          |          |          |          |          |          |         |         |         |         |         |         |                 |                 |                 |                 |                 |                 |           |           |           |           |           |           |
|      |      |      |      |      |      | Herakles | Herakles | Herakles | Herakles | Herakles | Herakles |         |         |         |         |         |         | Ifikles Laonome | Ifikles Laonome | Ifikles Laonome | Ifikles Laonome | Ifikles Laonome | Ifikles Laonome |           |           |           |           |           |           |